# NGC 4754
NGC 4754 is een lensvormig sterrenstelsel in het sterrenbeeld Maagd. Het hemelobject werd op 15 maart 1784 ontdekt door de Duits-Britse astronoom William Herschel.

## Synoniemen
- UGC 8010
- MCG 2-33-30
- ZWG 71.62
- VCC 2092
- KCPG 356A
- PGC 43656